# دانه‌برفی تابستانی
دانه برفی تابستانی (نام علمی: Leucojum aestivum) نام یک گونه از سرده دانه برفی است.